# Véronique Mathieu
Véronique Mathieu, née le 28 octobre 1955 à Nancy, est une femme politique française, membre de Chasse, pêche, nature et traditions (CPNT), puis de l'Union pour un mouvement populaire (UMP), puis des Républicains (LR) depuis 2015.
Elle est députée européenne de 1999 à 2014.

## Biographie
Elle est titulaire d'un baccalauréat paramédical, obtenu en 1975. 
En 1978, elle épouse Fabien Mathieu, médecin généraliste, et s'installe dans les Vosges en 1984. Elle est mère de deux filles, Johanna et Alizée, nées respectivement en 1982 et en 1988. L'aînée est également engagée en politique, en tant que conseillère municipale de Rambervillers puis comme suppléante de Luc Gerecke lors des élections sénatoriales de 2014 dans les Vosges.
En juillet 2006, Véronique Mathieu se remarie avec Thierry Houillon, propriétaire de PME de menuiserie métallique au Val-d'Ajol.

### Parcours professionnel
Elle est assistante dentaire de 1975 à 1982. Puis, de 1984 à 1999, elle est assistante médicale.

### Parcours associatif
Elle est particulièrement engagée dans le monde associatif de la chasse, reflet de son passe-temps favori, la chasse au grand gibier, en particulier la chasse à l'arc. Elle est par ailleurs garde-chasse particulier.
Elle a ainsi siégé dans les instances dirigeantes d'associations de garde-chasses particuliers, au niveau départemental et mais aussi national, ainsi que dans les instances dirigeantes de diverses autres associations liées à la chasse :
- 1991 : secrétaire de l’Association pour la fête de la chasse à Épinal
- 1992 : vice-présidente fondateur de l’Association départementale des garde-chasses particuliers des Vosges  (ADGCP88)
- 1997 : administratrice de l’Association départementale de grand gibier des Vosges
- 1998 : vice-présidente du conseil régional des garde-chasses particuliers de Lorraine
- 1999 : administratrice du Saint-Hubert Club de France
- 1999 : présidente du Groupement d’intérêt cynégétique de Rambervillers
- 2000 : présidente fondateur des sonneurs vosgiens de cor de chasse à tir
- 2001 : membre de l’UNUCR – Conducteur de chien de recherche au sang
- 2002 : présidente de l'Association départementale des garde-chasses particuliers des Vosges
- 2003 : présidente de la Fédération nationale Saint-Hubert des associations départementales de garde-chasses particuliers
- 2006 : 1er vice-président de la Fédération nationale des associations de garde-chasses particuliers

### Parcours politique
En 1998, elle est mandataire financier de la liste CPNT des Vosges (emmenée par Daniel Voilquin), pour les élections régionales de 1999.
Puis, en 1999, elle se présente aux élections européennes, en troisième position sur la liste CPNT. Elle est élue et siège au Parlement européen de 1999 à 2004. De 1999 à juillet 2001, elle siège au sein du Groupe pour l'Europe des démocraties et des différences. Elle est membre de la Commission des pétitions, de la Commission juridique et du marché intérieur, ainsi que de la Commission de l'agriculture et du développement rural. Elle s'y associe à plusieurs propositions de résolutions en faveur de la laïcité, contre les mutilations féminines et les mariages forcés, ainsi que des propositions de résolutions portant sur l'effet des tempêtes de l'hiver 1999. Ses interventions écrites et orales portent principalement sur les questions liées à la chasse, à la sylviculture et à l'agriculture.
En 2003, elle devient secrétaire général du mouvement CPNT. 
Puis, en 2004, elle passe à l'UMP et devient membre du Conseil national de l’UMP, puis, depuis 2005, secrétaire de la Commission Chasse de l'UMP. 
En 2004, elle est réélue au Parlement européen sur la liste présentée par l'UMP. Elle y siège au sein du Groupe du Parti populaire européen (Démocrates-chrétiens) et des Démocrates européens. Ses interventions sont principalement centrées sur les questions d’agriculture, de la PAC et de sécurité alimentaire.
Elle est membre des commissions, délégations et inter-groupes suivants :
- commissions parlementaires : Membre titulaire de la Commission Agriculture et Développement Rural; Membre suppléante de la Commission du Contrôle Budgétaire.
- délégations interparlementaires : Vice-Président de la délégation interparlementaire pour les relations avec les pays d'Asie du Sud-Est; Membre titulaire de la délégation interparlementaire pour les relations avec les pays d'Asie Centrale.
- intergroupes : Président de l'Intergroupe Forêt ; Coprésident de l'Intergroupe Chasse durable, Biodiversité et Activités rurales; Vice-Présidente du Groupe de Travail sur la Santé Sexuelle et Reproductive ; Membre de l'intergroupe Viticulture, Tradition et Qualité ; Membre de l'intergroupe Personnes handicapées.

En 2006, elle devient secrétaire nationale du Parti radical valoisien et présidente de la Commission Europe du Parti radical valoisien.
Enfin, en 2009, elle est réélue au Parlement européen sur la liste de la majorité présidentielle.
Elle siège dans la commission des libertés civiles, de la justice, et des affaires intérieures, dont elle devient coordonnatrice de cette commission pour son groupe politique, en 2012 et dans la commission du contrôle budgétaire.
Elle est présidente de l’intergroupe chasse durable, biodiversité et ruralité.
Elle soutient la candidature de François Fillon pour la présidence de l'UMP lors du congrès d'automne 2012.
Elle n'est pas reconduite en position éligible lors des élections européennes de 2014.
En décembre 2015, elle est élue sur la liste LR-UDI aux élections régionales Grand Est. Elle démissionne fin 2017.
En novembre 2015, elle est nommée au Conseil économique social et environnemental sur proposition de la Fédération nationale des chasseurs.
Elle siège en section de l’agriculture, de la pêche et de l’alimentation.